# Episodi di Nero Wolfe (serie televisiva 1969) (terza stagione)
La terza e ultima stagione della serie televisiva italiana Nero Wolfe, composta da tre episodi suddivisi in cinque puntate, è andata in onda dal 7 al 23 febbraio 1971 sul Programma Nazionale della Rai.
Nella tabella sottostante sono indicati il numero dell'episodio (tra parentesi il numero complessivo), il titolo, il romanzo di Rex Stout al quale l'episodio fa riferimento, l'autore della riduzione e sceneggiatura e le date di trasmissione.
| nº     | Titolo italiano       | Romanzo                     | Riduzione         | Prima TV Italia     |
| ------ | --------------------- | --------------------------- | ----------------- | ------------------- |
| 1 (8)  | La bella bugiarda     | Vicolo cieco                | Edoardo Anton     | 7–9 febbraio 1971   |
| 2 (9)  | Sfida al cioccolato   | Scacco al re per Nero Wolfe | Vladimiro Cajoli  | 14–16 febbraio 1971 |
| 3 (10) | Salsicce "mezzanotte" | Alta cucina                 | Belisario Randone | 23 febbraio 1971    |

## La bella bugiarda
- Tratto da Vicolo cieco (Murder is Corny) di Rex Stout
- Prima televisiva italiana: 7 e 9 luglio 1969
- Titoli delle puntate: Archie Goodwin coinvolto in un omicidio e Intrighi e menzogne
- Riduzione e sceneggiatura: Edoardo Anton

### Trama
Ogni settimana McLeod, un contadino, consegna a Nero Wolfe un pacco di pannocchie di mais appena raccolte. Ma un giorno non può venire e incarica un suo aiutante della consegna. Quando questi viene trovato ucciso nel retro del ristorante, il primo sospettato risulta Archie Goodwin, per via della sua amicizia con Susan McLeod, una giovane modella della quale si era infatuato anche l'aiutante di McLeod. Costretto a risolvere il caso, Wolfe scopre che le pannocchie non vengono raccolte come dovrebbero.
- Interpreti: Gianna Serra (Susan Mc Leod), Mario Carra (Max Maslow), Leo Gavero (Felix), Giacomo Piperno (Carl Heydt), Marino Masè (Peter Jay), Mario Carotenuto (Mc Leod), Dante Biagioni (procuratore Kerr), Eros Pagni (ispettore Duncan), Attilio Duse (sergente Ross), Attilio Corsini (agente Callahan), Valentino Macchi (Leo), Giovanni Conforti (un vecchio), Andrea Aureli (Raynolds), Emilio Cappuccio (Baxter)

## Sfida al cioccolato
- Tratto da Scacco al re per Nero Wolfe (Gambit) di Rex Stout
- Prima televisiva italiana: 14 e 16 febbraio 1971
- Titoli delle puntate: Dolci e misfatti e Scacco al re per Nero Wolfe
- Riduzione e sceneggiatura: Vladimiro Cajoli

### Trama
Un esperto giocatore di scacchi è avvelenato durante un torneo, e la polizia arresta Matthew Blount, il membro del club che ha servito alla vittima la cioccolata calda. Wolfe è assunto perché lo liberi dai sospetti, ma presto scoprirà che nessun altro aveva un movente o l'occasione di agire. Wolfe inizia a sospettare che l'omicidio dello scacchista sia solo un mezzo per ottenere la condanna a morte di Blount, uno stratagemma simile al gambetto nel gioco degli scacchi in cui si sacrifica un pedone per ottenere un vantaggio strategico.
- Interpreti: Micaela Esdra (Sally Blount), Mario Maranzana (Mattew Blount), Silvia Monelli (Anna Blount), Paolo Carlini (Daniel Kalmus), Giampiero Albertini (Ernest Hausman), Renato Campese (Morton Farrow), Renato Turi (Charles Yerkes), Mario Laurentino (Piotti), Mario Bardella (Bart), Nicoletta Rizzi (Mary), Franco Angrisano (il cuoco), Mario Valgoi (Victor Avery)

## Salsicce "mezzanotte"
- Tratto da Alta cucina (Too Many Cooks) di Rex Stout
- Prima televisiva italiana: 23 febbraio 1971
- Titolo della puntata: Strani profumi
- Riduzione e sceneggiatura: Belisario Randone

### Trama
Nero Wolfe, invitato insieme a Fritz Brenner come ospite d'onore dell'annuale Congresso dei Maestri dell'Alta Cucina, partecipa a una gara sulla preparazione della salsa printemps insieme ad altri otto concorrenti, ciascuno dei quali deve entrare da solo in una sala per assaggiare la salsa e scoprire l'ingrediente mancante. L'ultimo a entrare è proprio Nero Wolfe, ma scopre l'inventore della salsa ucciso con una pugnalata alla schiena. La polizia sospetta di Berin, che non era in buoni rapporti con il grande chef, ma Wolfe cercherà di scagionarlo per un compenso molto speciale: la ricetta segreta delle salsicce "mezzanotte".
- Interpreti: Corrado Annicelli (Servan), Carlo Bagno (Berin), Gianni Galavotti (Ligget), Loris Gizzi (Blanc), Evelina Gori (signora Mondor), Guido Lazzarini (Mondor), Tana Li (Lio Coyne), Walter Maestosi (Vukcic), Giuseppe Mancini (Laszlo), Enrico Ostermann (Coyne), Luciana Scalise (Costance Berin), Paolo Todisco (procuratore Tolman), Halina Zalevska (Dina Laszlo), Vittorio Congia (Odell), Maria Monti (dottoressa Keith), Sandro Merli (Vallenco), Adriana Cipriani (l'annunciatrice), Gino Maringola (un inserviente)